# ジェナ・ハグランド
ジェナ・ハグランド（Jenna Hagglund、女性、1989年5月28日 - ）は、アメリカの元バレーボール選手。元アメリカ代表。

## 来歴
2007年よりワシントン大学に進学し、卒業後はオーストリアのクラブリーグでプレーしていた。
2013年、アメリカ代表に初選出される。同年のグラチャンではセカンドセッターとして銀メダルを獲得した。

## 球歴
- グラチャン - 2013年（2位）
- ワールドグランプリ - 2013年（6位）
- 北中米選手権 - 2013年（優勝）

## 所属クラブ
- ワシントン大学（2007-2010年）
- SVS Post Schwechat（2011-2012年）
- Volley-Ball Nantes（2012-2013年）
- Rote Raben Vilsbiburg（2013-2014年）
- Impel Wrocław（2014-2015年）
- FVブスト・アルシーツィオ（2015-2017年）